# HELLO 〜Paradise Kiss〜
「HELLO 〜Paradise Kiss〜」（ハロー パラダイス・キス）もしくは「HELLO」（ハロー）は、日本のシンガーソングライターYUIによる楽曲。2011年6月1日にソニー・ミュージックレコーズよりシングルとしてリリースされた。楽曲はYUIによって作曲され、プロデュースを近藤ひさしが行った。「HELLO 〜Paradise Kiss〜」は映画『パラダイス・キス』のためにテーマソングとして書き下ろされた楽曲で、YUIも作品の世界観を意識して制作した。音楽性は、「HELLO 〜Paradise Kiss〜」はロックの要素を持つポップソングである。また、彼女の楽曲としては今回初めて全般的にピチカートが用いられている。歌詞は、『パラダイス・キス』の世界観が再現されておりそのまま音楽化されている。
この楽曲は後のアルバム収録の際に改題されており、副題の"Paradise Kiss"が外され、単に「HELLO」と改められた。楽曲は複数の音楽評論家から肯定的な評価を与えられた。批評家の平賀哲雄は過去に椎名林檎が映画『さくらん』のために映画音楽を手がけたことを引き合いに出し、完成度ではそれにも劣っていないと賞賛した。楽曲は大衆的成功も収め、日本のフィジカル、ダウンロードチャート双方でトップ5入りした。また日本レコード協会からは両者でゴールドの認定を受けている。
付随する楽曲のミュージック・ビデオでは久保茂昭が監督を務め、ビデオは終始「ファッション」をフィーチャーしている。ビデオの中でYUIは衣装、髪型、メイクが様々なものへと次々に変化している。YUIは『ミュージックステーション』（テレビ朝日）や『MUSIC JAPAN』（NHK総合）、『COUNT DOWN TV』（TBS）で「HELLO 〜Paradise Kiss〜」をパフォーマンスしたほか、映画『パラダイス・キス』のジャパン・プレミアでも投げキッスなどのパフォーマンスで会場を沸かせ、楽曲を披露している

## 制作と録音
「HELLO 〜Paradise Kiss〜」は、映画『パラダイス・キス』のために書き下ろされた映画音楽である。映画版のプロデューサー松橋真三がYUIに長期にわたって制作のオファーを行い実現した。テーマソングの制作にあたって松橋はYUIに次の点を注文した：「恋の予感を感じさせる曲。東京のビル群、おしゃれなショップ、楽しそうに洋服を選んでいる女の子たち、これからの人生が前向きで楽しいことが起りそうな様子を表現してほしい」。YUIは今回映画音楽を手がけるにあたり、『パラダイス・キス』の世界観を意識して制作した。元々ファンであった原作の漫画に加え、映画も見た上でいくつも浮かんだアイディアを試しながら制作を進めた。彼女はこれらの点についてレコチョクに以下のように語っている：
「（略）主人公が葛藤する姿や意志の強さ、青春の甘酸っぱさなど、いろんな要素を感じたので、それらを詰め込めたらいいなと。“危険な夢　触れたくなる”という歌詞がありますが、希望に満ちた感じにしたいと思って書きました」
楽曲の録音は2010年7月後半から8月にかけて行われた。プロデューサーの近藤ひさしによれば、"ライヴハウスでの演奏のような凄まじいグルーヴをそのまま収録"しているという。

## 構成
「HELLO 〜Paradise Kiss〜」は、YUIによって作詞・作曲され、プロデュースと編曲を近藤ひさしが行っている。楽曲の全構成時間は3分と38秒となっている。「HELLO 〜Paradise Kiss〜」はロックの要素を持つポップソングである。楽曲は"ジュークボックス"で"ロックンロール"なビートのドラムとベースから始まる。イントロとアウトロの2ヶ所において、"Hello"と歌うメロディが繰り返されている。イントロのドラム音は、ファッションをテーマにした映画の世界にインスピレーションを得て制作した。YUIはドラム音について「モデルさんがランウェイや街中をすごく綺麗に歩いているイメージ」と語っている。また、YUIの楽曲としては初めてピッツィカートの音色が入れられた。この点について、EMTG MUSICの池田スカオ和宏は『ヴァイオリンのピッツィカートが厳かさと弾けた感じを演出し、楽曲全体に、このリリース時期にぴったりの初夏のようなスプラッシュさを演出している。』とコメントしている。イントロの短い小節数の後、すぐにサビに移行する。ヤマハによれば、「HELLO 〜Paradise Kiss〜」は8ビートを基本としたリズムでBPMは143である。楽曲のキーは変ホ長調 (E♭) となっている。「HELLO 〜Paradise Kiss〜」のコード進行はヴァースがA♭-B♭-A♭-B♭でブリッジがCm-B♭-A♭-E♭/Cm-B♭-F-E♭、コーラスではA♭-B♭-Cm-E♭である。歌詞は『パラダイス・キス』の世界観を丸ごと音楽化している。Hotexpressは「そんなアタシだったら アナタ きっと嫌うでしょ？」の部分について『パラダイス・キス』との共通点を指摘している。加えて、YUIは「情熱は手強い」という言葉がキーワードのひとつになっていると語っている。

## 批評家による論評
「HELLO 〜Paradise Kiss〜」は批評家から肯定的な評価を得ている。リッスンジャパンは楽曲を『恋の駆け引きに心揺れる女の子のリアルな心境を歌ったポップ・チューン』と呼んだ。『ティーナ』は楽曲について『楽園に憧れながらも飛び込めない、揺れる恋心が描かれている』とコメントした。エキサイトミュージックは、『恋へ向かって（中略）背中を強く押してくれる切ないラブソング』とコメントした。『WHAT's IN?』のレビュアー大野貴史は楽曲を『ハズむリズムが印象的なポップ・チューン』と呼んだ。加えて歌詞についても『誰かを好きになるドキドキ感と、その奥にある不安や臆病さ。両方を見事に表現した詞』と呼んでいる。EMTG MUSICの池田スカオ和宏は、『聴き手をパラダイスに連れていく展開がたまらないナンバー。サビの解放や上昇はまさに楽園にたどり着いたが如くの気持ち良さ。』とコメントしている。『ROCKIN'ON JAPAN』のレビュアー小池宏和は『恋に落ちたときの、それまで見えていた世界がガラリと姿を変えてしまう急激な展開を音楽的に描き出してみせた』と批評した。更に歌詞についても言及し、『恋愛の主人公たちを《悪魔》と呼んでしまう辺り、矢沢あい的であると同時に何ともYUIらしくはないか。』とコメントした。Hotexpressの平賀哲雄は、2007年に椎名林檎が映画『さくらん』のために映画音楽の製作を行ったことを引き合いに出し、『漫画や映画を楽曲として表現するという意味においては、それに遜色のない完成度である。』とコメントしている。

## チャート成績
「HELLO 〜Paradise Kiss〜」は、2011年06月第2週の日本のオリコンシングルチャートにて発売初週に69,838枚を売り上げ、3位に初登場した。またこれが最高順位となった。同曲は日本レコード協会 (RIAJ)より10万枚以上を出荷したフィジカル作品を対象とするゴールドに認定された。日本レコード協会によるRIAJ有料音楽配信チャートでは、2011年06月07日付のチャートにてJUJUの「また明日...」に続く2位でチャート・デビューしている。。RIAJからは、デジタル・ダウンロード部門でも10万ユニット以上を売り上げた楽曲を対象とするゴールドに認定されている。

## ミュージック・ビデオ
この楽曲「HELLO 〜Paradise Kiss〜」のミュージック・ビデオは久保茂昭が監督している。ビデオの世界観は映画音楽を手がけた『パラダイス・キス』とリンクしており、「ファッション」がフィーチャーされている。ビデオは手鏡を見つめるYUIの場面から始まる。全体としては、様々な髪型、メイク、ファッションに身を包んだ複数の異なるYUIがパステルカラーに彩られたガーリーな部屋でエレキギターと共に歌うという内容になっている。途中、YUIはポニーテールの髪型に黒の衣装に身を包み、バンドを従えて楽曲を歌う。最後は、パステルカラーの部屋に「HELLO」の文字が浮かび上がってビデオは終了する。Yahoo! Musicの大前多恵はビデオについて『どの瞬間も見逃せない仕上がり』とコメントしている。

## ライヴ・パフォーマンス
YUIは2011年5月30日にC.C.Lemonホールで行われた映画『パラダイス・キス』のジャパン・プレミアで「HELLO 〜Paradise Kiss〜」をパフォーマンスした。パフォーマンスは舞台で行われ、この時YUIはポニーテール姿で、アコースティックギターと共に時おり手拍子を交えながら楽曲を歌った。彼女は『ミュージックステーション』のほか、『MUSIC JAPAN』、『COUNT DOWN TV』でも「HELLO 〜Paradise Kiss〜」をライブ・パフォーマンスしている。

## 収録曲
1. 「HELLO 〜Paradise Kiss〜」
  - 作詞・作曲：YUI、編曲：HISASHI KONDO
2. 「YOU」
  - 作詞・作曲：YUI、編曲：HISASHI KONDO
3. 「It's My Life 〜YUI Acoustic Version〜」
4. 「HELLO 〜Instumental〜」